# Varianttonart
Eine Varianttonart oder kurz Variante einer Tonart ist eine gleichnamige Dur- oder Molltonart, die auf dem gleichen Grundton beginnt und auf Variantklängen beruht.
Sie heißen im Englischen parallel keys, sind aber nicht zu verwechseln mit den Paralleltonarten.
Zum Beispiel:
- C-Dur – Mollvariante: c-Moll
- fis-Moll – Durvariante: Fis-Dur

Varianttonarten können in folgender Weise verwendet werden:
- Zum „Aufhellen“ eines Mollsatzes in zyklischen Werken (z. B. am Ende)
- Als Tonart des zweiten (langsamen) Satzes in zyklischen Werken
- In Variationssätzen als Charaktervariation (Minore)
- In Liedern, um die Stimmung zu verändern (gleiche Melodie, Tongeschlechtwechsel).

Berühmtes Beispiel für die Verwendung einer Varianttonart ist Beethovens 5. Sinfonie: Ihre Grundtonart ist c-Moll; der letzte Satz, das Finale, steht allerdings in C-Dur. Dieser Effekt wird durch die Wendung Per aspera ad astra (‚Durch das Rauhe ins Licht‘) veranschaulicht.